# Leucochloron
Leucochloron là một chi thực vật có hoa trong họ Đậu.